# Freifunk

Das Logo von Freifunk.net

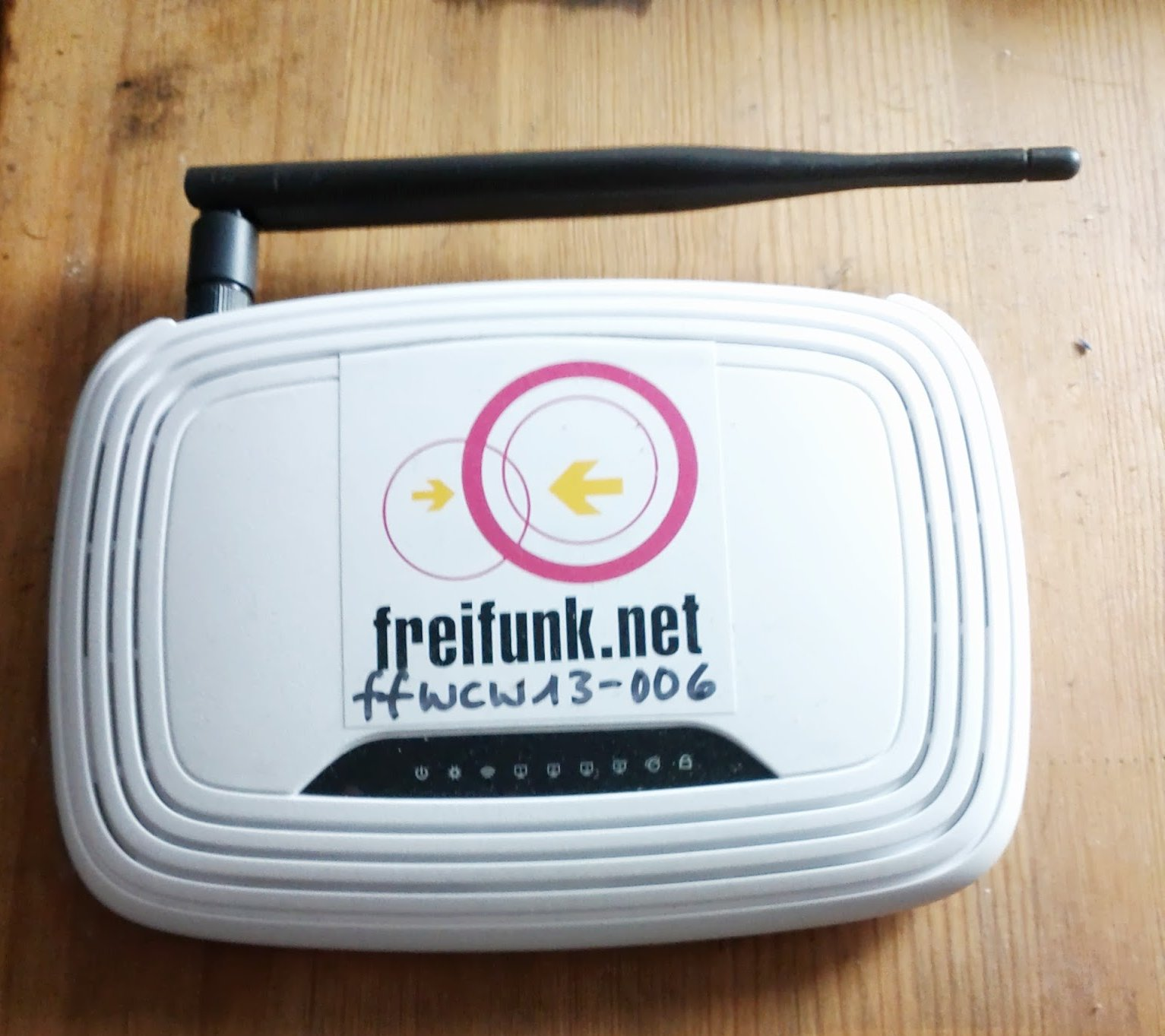
Router für Freifunk

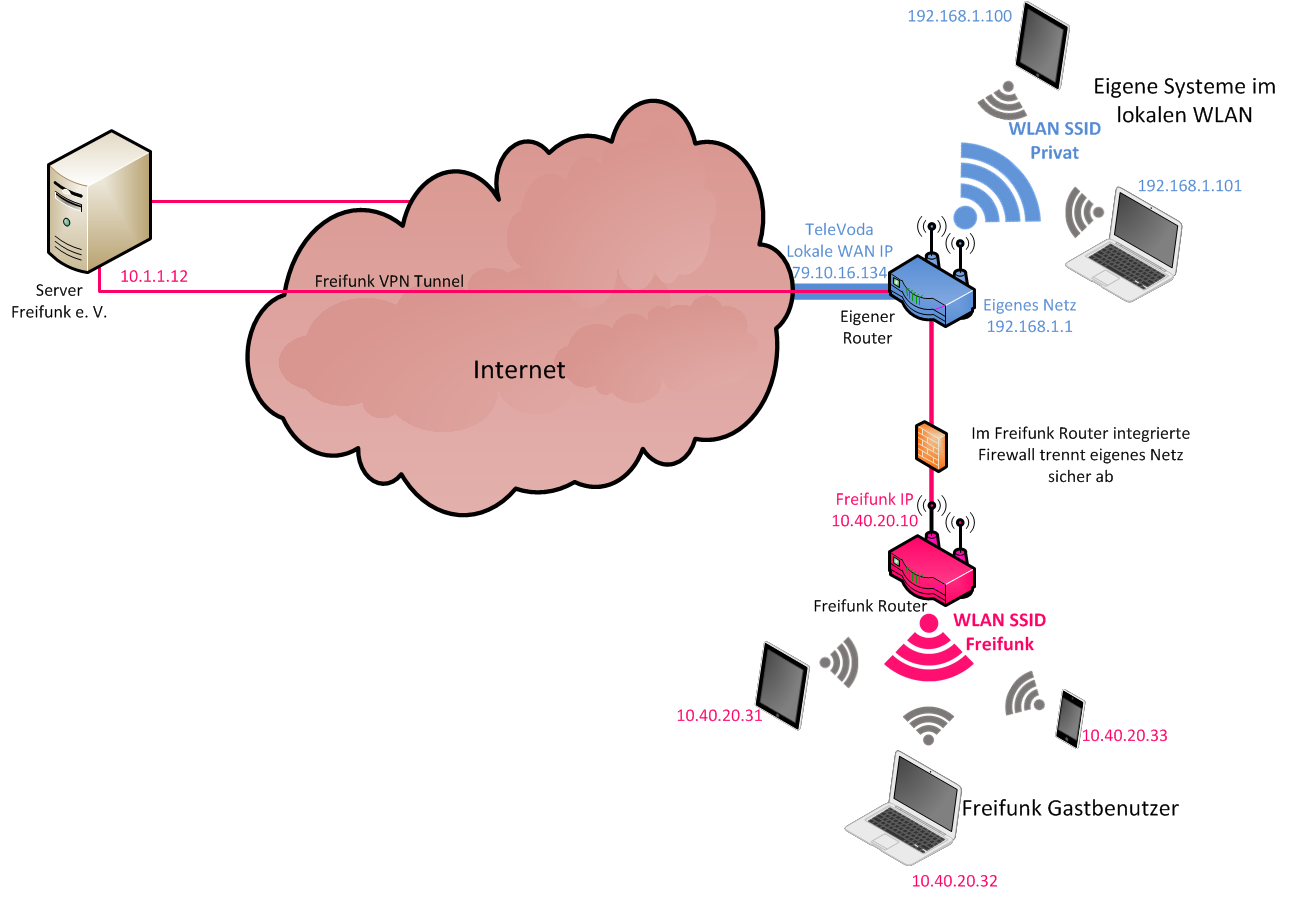
Beispieldiagramm eines Freifunk-Routers mit VPN-Verbindung in einem Heimnetz

Freifunk ist eine nichtkommerzielle, gemeinnützige Initiative, die sich dem Aufbau und Betrieb eines freien Funknetzes widmet, das aus selbstverwalteten lokalen Computernetzwerken besteht. Im deutschen Sprachraum hat die Initiative ihren Ursprung in Berlin. Zu den Zielen gehören die Förderung lokaler Kommunikation, ein möglichst dezentraler Aufbau, Anonymität und Überwachungsfreiheit. Freifunk baut auf dem Pico Peering Agreement auf, das für ein diskriminierungsfreies Netzwerk sorgen soll (siehe Netzneutralität). Neben dem Aufbau des Netzes möchten die Freifunker auch ein Medium bieten, um die technische Bildung zu fördern.

## Organisation
Die Freifunk-Gemeinschaft ist eine bundesweite dezentral organisierte Graswurzelbewegung. Jede Privatperson, die einen Freifunk-Router aufstellt, darf und soll über die technische Ausgestaltung frei verfügen. Geographisch nah aneinander liegende Betreiber schließen sich oftmals zu Benutzergruppen, lokalen Communities zusammen, da der Freifunk überwiegend auf WLAN-Technik beruht und der einzelne Router nur eine beschränkte Reichweite hat. Die Community dient der zur Vernetzung notwendigen Koordination zwischen einzelnen Betreibern, z. B. die Einigung auf miteinander kompatible Software. Einzelne Communities bieten daher oft auch Infrastruktur und Werkzeuge wie z. B. eine auf die Stadt oder den Stadtteil zugeschnittene Router-Firmware, Richtfunkstrecken zur Überbrückung größerer Entfernungen (über einen Fluss oder wenig bewohnte Gebiete) oder gegebenenfalls notwendige zentrale Server an, oder helfen Interessenten bei der Einrichtung.
Im Oktober 2020 betrieben im deutschsprachigen Raum über 400 Communities mehr als 50.000 Zugangspunkte. Einzelne Nutzergruppen assoziieren sich oftmals mit Dachvereinen wie zum Beispiel dem Förderverein Freie Netze e. V. oder dem Freifunk Rheinland e. V. Diese Vereine verwalten Teile der Infrastruktur, die Kosten und höheren Organisationsaufwand verursachen, deren Nutzung aber auch optional ist. So verwaltet z. B. der Förderverein Freie Netze e. V. das Web-Portal freifunk.net und bietet für Communities diverse Dienste wie gehostete Blogs an. Der Freifunk Rheinland e. V. hat sich als nicht-kommerzieller Internet-Provider organisiert und bietet Communities seine Backbone-Infrastruktur an, um auch die rechtliche Verantwortung zu übernehmen (vor allem in Bezug auf die Störerhaftung).

## Freies WLAN
Viele Freifunker teilen ihren Netzzugang per WLAN mit Dritten. Manche Gemeinden und Städte bieten mittels Freifunk freies WLAN in Fußgängerzonen oder auf Plätzen, in Parks und in öffentlichen Gebäuden (Rathaus, Tourismuszentrale, Bücherei, Jugendzentren) an. Beispiele sind Berlin und Erlangen. Kirchen stellen oft ihre Türme zur Verfügung für Fernverbindungen und für die Verbindung zu Routern in der Innenstadt und nutzen Freifunk für ihre Gemeindehäuser. Seit 2015 beispielsweise rüstet das Technische Hilfswerk einige seiner Liegenschaften mit Freifunkroutern aus.
Seit 2015 wurden viele Unterkünfte für Geflüchtete mit Freifunk ausgerüstet, da für diese Menschen das Internet eine wichtige Kontaktmöglichkeit zu Freunden und Familien in der Heimat und eine Informationsquelle vor Ort ist.

## Rechtliche Probleme
Da der Bundestag die Verbreitung von freiem WLAN fördern will, sind seit Juni 2017 Betreiber  freier WLANs von der Haftung für Rechtsverstöße von Benutzern befreit. Dies löst das Problem der früher mitunter zu teuren Abmahnungen führenden „Störerhaftung“. Dennoch wurde im Juni 2020 eine siebzigjährige Dame, über deren Anschluss ein Freifunk-WLAN betrieben wurde, vom Amtsgericht Köln zur Zahlung von 2000 EUR Schadensersatz verurteilt.
Bis Juni 2017 galten Betreiber eines unzureichend gesicherten WLANs für Handlungen von Benutzern des WLANs als mitverantwortlich. Betreiber drohten dadurch Kosten durch Abmahnungen. Daher wurden immer mehr WLAN-Zugangspunkte geschlossen, beispielsweise in Cafés oder an öffentlichen Plätzen. Aushilfsweise konnten von Freifunk verschenkte Freedom Fighter Boxen als WLAN-Router Daten aus dem offenen WLAN über einen schwedischen VPN-Anbieter ins Internet leiten. In Schweden gibt es keine Störerhaftung.
Weitere Aktionen gegen die Störerhaftung starteten im Dezember 2012, als Mitglieder des Freifunk Rheinland e. V. als Folge eines nicht durch VPN gesicherten Freifunk-Routers abgemahnt wurden. Daraufhin startete der Verein die sogenannte Operation Störerhaftung, in der er Spenden sammelte, um in einer Gerichtsverhandlung die Rahmenbedingungen für Freifunk eindeutig zu klären. Die gesammelten Gelder wurden auch zur Unterstützung einer ähnlich gelagerten Klage des Fördervereins Freie Netze e. V. verwendet.
Bestrebungen, Freifunk als gemeinnützig einzustufen, scheiterten zunächst. Ende 2020 wurde die Gemeinnützigkeit von Freifunk-Initiativen schließlich anerkannt, im Folgejahr ergingen die ersten Bescheide an lokale Initiativen. Die Gemeinnützigkeit ist in der Abgabenordnung (AO) § 52 geregelt; "Freifunk" ist in Absatz 2 Punkt 23 explizit benannt.

## Technik
Wie in vielen anderen freien Funknetzen kommt bei Freifunk ein so genanntes „Mesh“-Verfahren zum Einsatz. In einem Mesh-Netzwerk verbinden sich Router über eine spezielle Software miteinander. Fallen Router aus, erkennt diese Software, über welche anderen Router Datenpakete das Ziel erreichen. Bei Freifunk ist dies eine Freifunk-Firmware, die in der Regel auf OpenWrt und weiterer freier Software basiert. Es gibt unterschiedliche Implementierungen der Firmware für unterschiedliche Hardware und Protokolle (z. B. OLSR und B.A.T.M.A.N. advanced). Die Auswahl der Software wird von der lokalen Community getätigt.
Oftmals werden Daten zur Vermeidung rechtlicher Probleme über einen VPN-Tunnel umgeleitet. Dies erfolgt über Server in Staaten, in denen es keine Gesetze analog zur früheren Störerhaftung gibt, oder durch Server eines Freifunk-Vereins in Deutschland, der das Providerprivileg besitzt und daher nicht im Sinne der Störerhaftung haftbar ist.
Sind direkte Funkverbindungen nicht möglich, lassen sich Lücken durch Verbindungen über das Internet schließen. Die meisten Communities in Deutschland sind über das Inter-City-VPN verbunden. Dabei laufen die Daten über verschlüsselte Verbindungen, sodass trotz Übertragung über das Internet kein Dritter außerhalb des Freifunknetzes Inhalte einsehen oder manipulieren kann.

## Geschichte

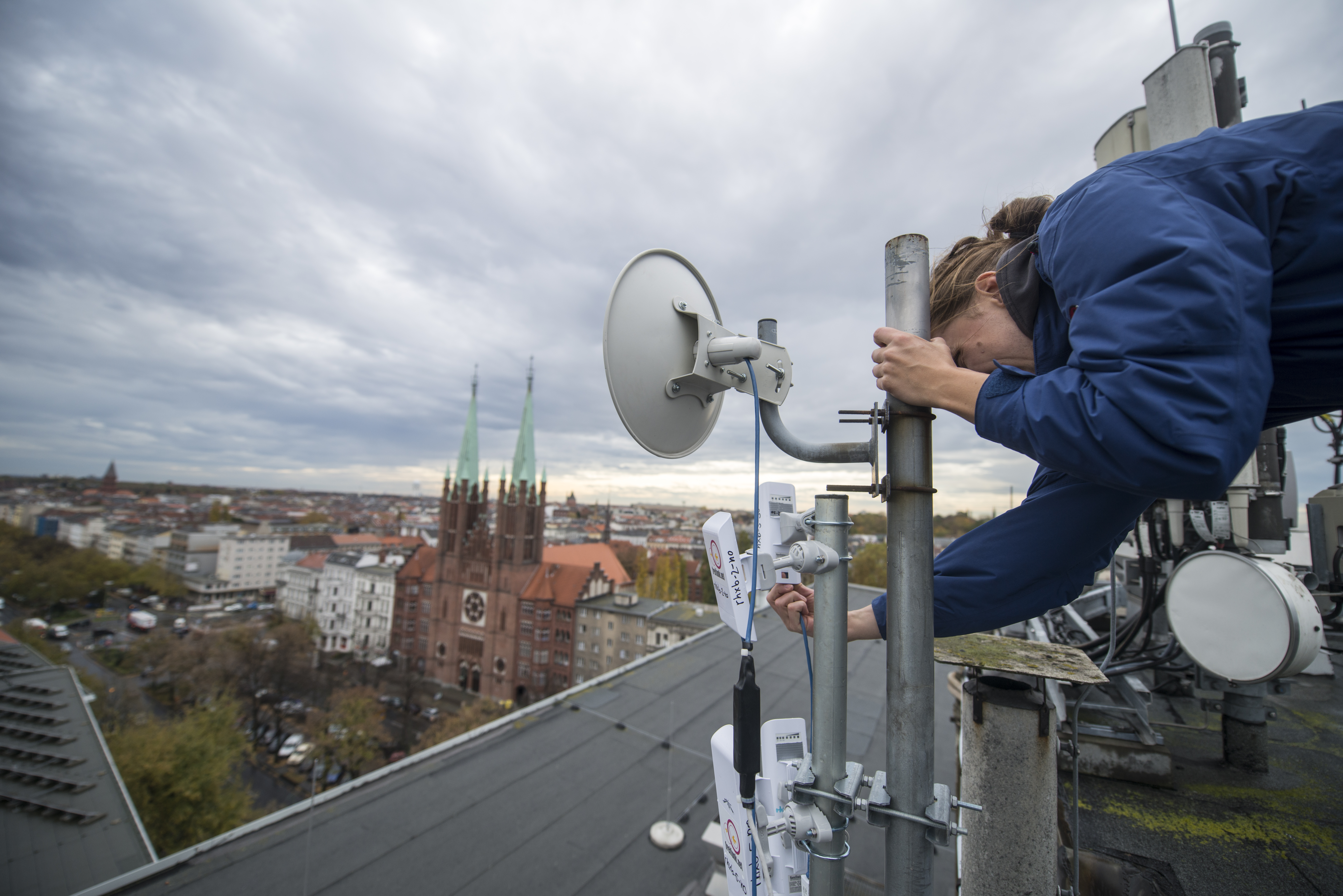
Die Freifunk-Initiative installiert Funkantennen in Berlin-Kreuzberg.

Im April 2000 versuchten Consume und free2air unabhängig voneinander in London die Einrichtung von freien Netzwerken. In den Workshops Consume Clincs wurden Vereinbarungen getroffen und Regeln aufgestellt, die die Kommunikation untereinander und überregional regeln sollen.
Am 12. und 13. Oktober 2002 fand im Rahmen der Konferenz Urban Drift unter dem Titel BerLon im Berliner bootlab ein Workshop über freie drahtlose Bürgernetze in Berlin und London statt. Dabei vereinbarte man Grundsätze zum Aufbau freier Netzwerke in einem Picopeering-Agreement. Es beschreibt, wie in Freifunk-Netzen der Transit von Daten über fremde Geräte gehandhabt wird. Während der BerLon vereinbarten einige Anwesende künftig regelmäßige Treffen in Berlin zum Aufbau eines eigenen freien Funknetzwerks. Unter dem Namen wavelöten fanden bis Juni 2020 mittwochs regelmäßige Treffen in der Berliner c-base statt. Seither finden die Treffen im Haus der Materialisierung am Alexanderplatz statt. Parallel dazu wurde der Grundstein für das deutschsprachige Webportal freifunk.net gelegt.
Im September 2003 gründeten einige Aktive den gemeinnützigen Förderverein Freie Netzwerke e. V. um freie Kommunikationsinfrastrukturen ideell und finanziell zu unterstützen.
Die praktische Umsetzung der Idee in Form einer leicht zu installierenden Software für handelsübliche WLAN-Router hat in den folgenden Jahren erheblich zum Erfolg der Initiative beigetragen.
Im Jahr 2012 erlangten die Freifunker in Berlin mit dem Projekt Freedom Fighter Box große mediale Aufmerksamkeit. Dieses Projekt richtete sich gegen die damals geltende Störerhaftung, deren Abschaffung die Aktivisten forderten.
Im Oktober 2012 entschied die Medienanstalt Berlin-Brandenburg, den Aufbau eines Backbone-Netzes der Berliner Freifunk-Community mit 30.000 Euro zu fördern. Dadurch konnten seit 2013 neue Funknetz-Standorte auf öffentlichen Gebäuden wie Rathäusern als auch auf Kirchen und Privathäusern in Betrieb genommen werden.
Im Februar 2014 forderte die Hamburgische Bürgerschaft, „die Einbeziehung zivilgesellschaftlicher Initiativen wie Freifunk als Partner der WLAN-Strategie der Stadt zu prüfen und gegebenenfalls beim Aufbau des Netzwerkes zu unterstützen“. In den Folgejahren wurde „die Anschaffung und Errichtung von Richtfunkanlagen der Initiative Freifunk Hamburg“ mit 10.000 Euro gefördert.
Im Juni 2015 beschloss der Landtag Nordrhein-Westfalen die Unterstützung des Freifunks durch Stellplätze für Funkanlagen auf Liegenschaften des Landes. Des Weiteren sollten Städte und Kommunen über die Vorteile von freien Datennetzen informiert und zu Kooperationen mit örtlichen Freifunk-Communities angeregt werden.
Mit der EU-Richtlinie für Funkanlagen von 2014 will die EU-Kommission Klauseln der Radio Equipment Directive (RED) durchsetzen. Neue Klauseln sollen „grundlegende Anforderungen für bestimmte Kategorien von Funkanlagen verbindlich“ vorschreiben.
Laut Artikel 3(3)i müssen Funkanlagen Funktionen unterstützen, die „sicherstellen, dass nur solche Software geladen wird, für die die Konformität ihrer Kombination mit der Funkanlage nachgewiesen wurde“. Dies trifft Funkschnittstellen aller Geräte, nicht nur in Routern, Smartphones, Tablets und Notebooks, und bedroht Projekte wie Freifunk existenziell.